# Marc Castells
Marc Castells Ortega (ur. 12 marca 1990 w Walencji) – hiszpański piłkarz, grający na pozycji pomocnika.

## Kariera piłkarska

### Kariera klubowa
Wychowanek klubu Valencia CF. W 2009 rozpoczął karierę piłkarską w tym klubie, ale występował jedynie w drugim składzie Valencii oraz na zasadach wypożyczenia w Polideportivo Ejido i Realu Oviedo W 2012 został zaproszony do greckiego Asterasu Tripolis, w którym grał do lata 2013. Potem bronił barw zespołu amatorskiego Sueca.
W lipcu 2014 roku wrócił do Grecji, gdzie został piłkarzem AE Larisa. Jednak nie rozegrał żadnego meczu i 24 listopada wrócił do ojczyzny, gdzie zasilił skład CD Castellón. W styczniu 2017 roku podpisał kontrakt z CE L’Hospitalet. 23 lipca 2017 roku przeniósł się do ukraińskiej Zirki Kropywnycki. 10 stycznia 2018 roku za obopólną zgodą kontrakt został anulowany.